# El Sueño de Morfeo
El Sueño de Morfeo is een Spaanse popgroep. 
De groep werd opgericht in 2002 onder de naam Xemá. Hun eerste album, Del Interior,  werd in datzelfde jaar uitgebracht en behaalde geen hoge verkoopcijfers. Dit album werd opgenomen door David Feito Rodríguez en Raquel del Rosario Macías, die toen muzieklessen kregen op een school nabij Oviedo. Del Interior heeft een meer Keltische stijl dan de volgende albums. Na dit album traden de anderen tot het groep toe. 
Na de toetreding van Juan Luis Suárez Garrido in 2003 beslisten ze een andere naam te kiezen voor de groep en een tweede album te maken. El Sueño de Morfeo werd de nieuwe naam van de groep en die van het album, dat in 2005 werd uitgebracht. Door naar een andere platenlabel te gaan, Globomedia Música, die hun een aantal figuraties bezorgde in de serie Los Serrano, werd hun eerste single Nunca volverá een hit in Spanje. Met hun tweede single, Ojos de cielo, vestigden ze zich definitief in de hitlijsten. 
Hun eerste tournee ging door meer dan 100 Spaanse steden en werd door meer dan 1 miljoen mensen bijgewoond. Hun album behaalde platina met meer dan 150.000 verkochte exemplaren. 
Raquel heeft een duet uitgebracht met Diego Martín, Déjame Verte en de groep schreef de melodie voor een reclamecampagne van Cruzcampo.
De groep heeft Spanje vertegenwoordigd op het Eurovisiesongfestival 2013 in Malmö met het nummer Contigo hasta el final. Het eindigde op de 25ste plaats.

## Groepsleden
- Raquel del Rosario Macías (Zang)

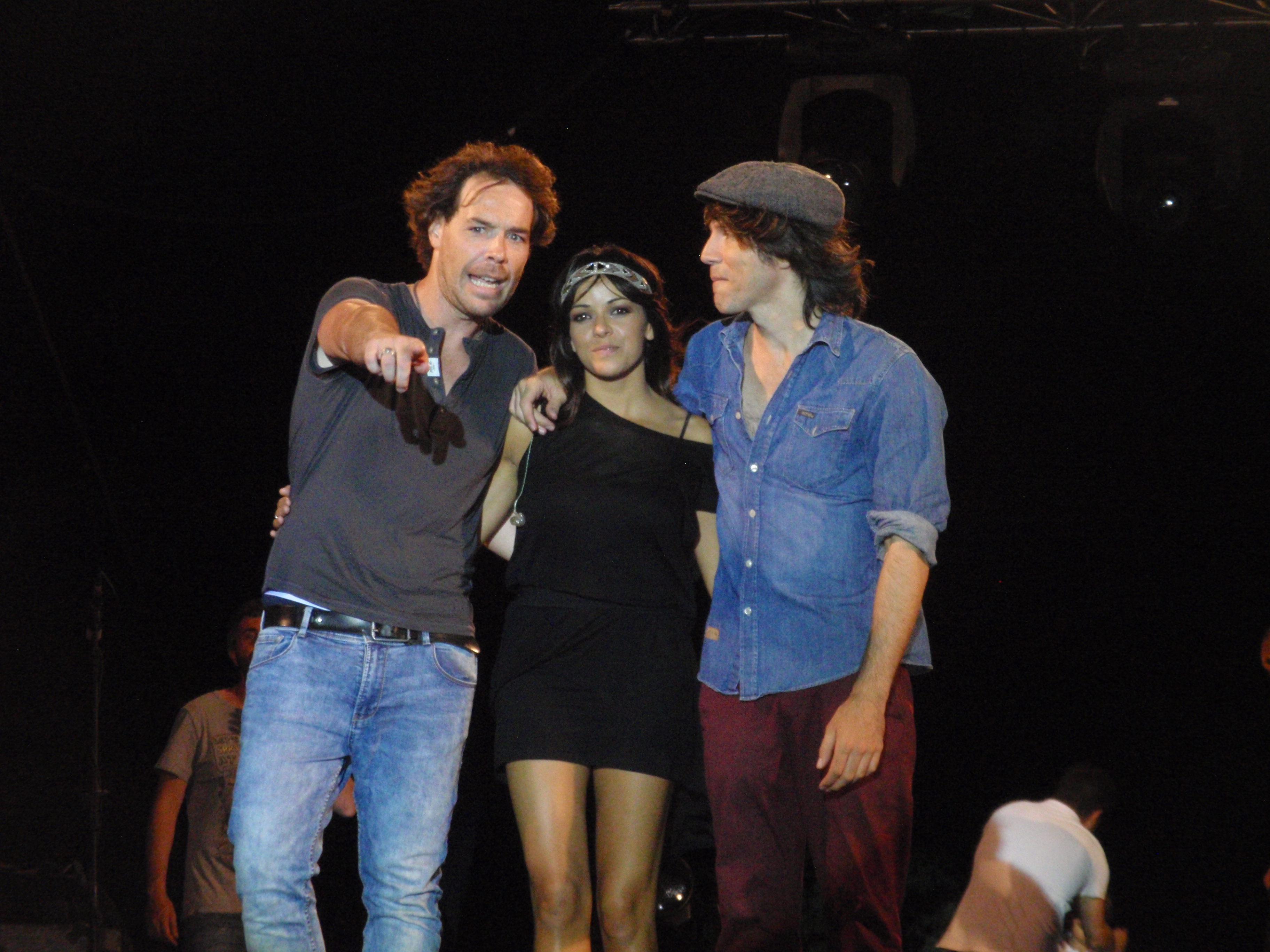
De bandleden.

- David Feito Rodríguez (Akoestische gitaar en achtergrondzang) (In "En un rincon" en "Más Allá del bien y el mal" ook zang)
- Juan Luis Suárez Garrido (Elektrische gitaar)

## Overige bandleden
- Viool: Diego Galaz / Roberto Jabonero (beiden in de tournee in 2006)
- Bas: Javi Mendez (tournee 2005 en 2006)
- Drums: Israel Sánchez (tournee 2005 en 2006)
- Doedelzak en fluit: Ricardo Soberado (tournee 2005 en 2006)

## Beginjaren
De groep heette eerst Xemá, met David en Raquel als bandleden. In 2002 brachten ze het album Del Interior uit, dat nog geen commercieel succes had. De albums die volgen zullen allemaal steeds wat meer aan Keltische geluiden inleveren.

## El Sueño de Morfeo
Nadat Juan toe was getreden in 2003 werd de naam van Xemá veranderd in El Sueño de Morfeo. (Bij het bedenken van een nieuwe naam kwamen ze ook op combinaties als "Pupitre Azul" en "La hija del caos" maar die hebben het dus niet gehaald.)
In de zomer van 2004 pakte de groep de kans om in het meest bekeken tv-programma van dat moment te komen, namelijk Los Serrano. Januari 2005 werd de eerste single van het nieuwe komende album uitgebracht, Nunca Volverá. Deze haalde de hitlijst met het derde bestverkochte nummer van 2005. In maart kwam het tweede album uit, El Sueño de Morfeo, die al snel voor goud verkocht en later zelfs voor platina.
In 2006 werd een Spaanse versie van I Will Survive uitgebracht voor Cruzcampo.

## Nos Vemos En El Camino
- November 2006: het derde album wordt opgenomen.
- 7 maart 2007: Voor de serie Los Serrano wordt Un tunel entre tú y yo uitgebracht (komt ook voor op de cd)
- 10 maart 2007: Para Toda La Vida komt uit voor de radio. Er wordt aangekondigd dat het album Nos Vemos En El Camino zal gaan heten. Op 17 april wordt het nieuwe album uitgebracht, en ook dit haalt een ´disco de oro´.

## Cosas que nos hacen sentir bien
- Op 1 maart 2009 komt het nieuws dat ESDM in Los Angeles aan de nieuwe cd werkt naar buiten.
- 13 april: Si no estás wordt uitgebracht en het album zal Cosas que nos hacen sentir bien gaan heten.
- 26 mei komt het album met 13 nummers uit. Het is meer `rockero´ en minder keltisch, maar de nummers hebben nog wel een celtic touch.

## Discografie
- Del interior, 2002 (als Xemá)
- El sueño de Morfeo, 2005
- Nos vemos en el camino, 2007
- Cosas que nos hacen sentir bien, 2009
- Buscamos sonrisas, 2012

## Singles
- Nunca volverá (2005)
- Ojos de cielo (2005)
- Okupa de tu corazón (2005)
- Esta soy yo (2006)
- Tómate la vida (2006)
- Para toda la vida (2007)
- Demasiado tarde (2007)
- Chocar (con Nek) (2008)
- Si no estás (2009)
- Contigo hasta el final (2013)

## Soundtrack
- Reencontrar (Cars)
- Parte de él (parte de tu mundo) (bij de kleine zeemeermin)
- Conectas (Raquel del Rosario) (voor een aflevering van Barbie)

1961: Conchita Bautista · 
1962: Víctor Balaguer · 
1963: José Guardiola · 
1964: Tim, Nelly & Tony · 
1965: Conchita Bautista · 
1966: Raphael · 
1967: Raphael · 
1968: Massiel · 
1969: Salomé · 
1970: Julio Iglesias · 
1971: Karina · 
1972: Jaime Morey · 
1973: Mocedades · 
1974: Peret · 
1975: Sergio & Estíbaliz · 
1976: Braulio · 
1977: Micky · 
1978: José Vélez · 
1979: Betty Missiego · 
1980: Trigo Limpio · 
1981: Bacchelli · 
1982: Lucía · 
1983: Remedios Amaya · 
1984: Bravo · 
1985: Paloma San Basilio · 
1986: Cadillac · 
1987: Patricia Kraus · 
1988: La Década · 
1989: Nina · 
1990: Azúcar Moreno · 
1991: Sergio Dalma · 
1992: Serafín Zubiri · 
1993: Eva Santamaría · 
1994: Alejandro Abad · 
1995: Anabel Conde · 
1996: Antonio Carbonell · 
1997: Marcos Llunas · 
1998: Mikel Herzog · 
1999: Lydia · 
2000: Serafín Zubiri · 
2001: David Civera · 
2002: Rosa · 
2003: Beth · 
2004: Ramón · 
2005: Son de Sol · 
2006: Las Ketchup · 
2007: D'Nash · 
2008: Rodolfo Chikilicuatre · 
2009: Soraya · 
2010: Daniel Diges · 
2011: Lucía Pérez · 
2012: Pastora Soler · 
2013: El Sueño de Morfeo · 
2014: Ruth Lorenzo · 
2015: Edurne · 
2016: Barei · 
2017: Manel Navarro · 
2018: Alfred & Amaia · 
2019: Miki · 
2021: Blas Cantó · 
2022: Chanel · 
2023: Blanca Paloma · 
2024: Nebulossa · 
2025: Melody